# Abu Zikry

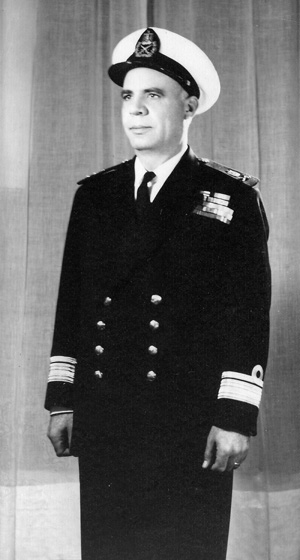
Abu Zikry (1969)

Marschall Abu Zikry (* 8. November 1923; † 26. Januar 1983; arabisch فؤاد محمد أبو ذكري, DMG Fuʾād Muḥammad Abū Ḏikrī) war Kommandeur der ägyptischen Marine von Juni 1969 bis September 1969 und von Oktober 1972 bis November 1976. Außerdem war er stellvertretender Verteidigungsminister von 12. Februar 1972 bis zum 24. Oktober 1972. Später diente er als Marineberater für Anwar as-Sadat.